# Ivan Ljavinec
Ivan Ljavinec (ur. 18 kwietnia 1923 w Wołowcu, zm. 9 grudnia 2012 w Žernůvce) – duchowny greckokatolicki, biskup tytularny Acalissus, apostolski egzarcha greckokatolicki w Republice Czeskiej w latach 1996–2003

## Życiorys
Urodził się na Rusi Zakarpackiej. Uczęszczał do gimnazjum w Mukaczewie. Studiował teologię w Użhorodzie i w Wiedniu. 28 lipca 1946 roku otrzymał święcenia kapłańskie w obrządku bizantyjskim z rąk biskupa preszowskiego Pavla Gojdiča.
Po włączeniu Rusi Zakarpackiej do Związku Radzieckiego wyemigrował do Czechosłowacji. Został sekretarzem biskupim w Preszowie. Od 1949 roku pracował w tajnym seminarium greckokatolickim.
Po likwidacji Kościoła greckokatolickiego w Republice Czechosłowackiej nie zgodził się przejść pod jurysdykcję Kościoła Prawosławnego Czechosłowacji. W 1955 roku został aresztowany, a następnie skazany na cztery lata pozbawienia wolności.
Po opuszczeniu więzienia zakazano mu pobytu na terenie Słowackiej Republiki Socjalistycznej. Wyjechał do Pragi, gdzie imał się różnych zawodów. Zaangażował się w organizację Kościoła podziemnego w Czechosłowacji. W 1968 roku został tajnie konsekrowany na biskupa przez Feliksa Davidka.
W 1969 roku został proboszczem parafii św. Klemensa w Pradze z zadaniem opieki nad grekokatolikami na terenie Czech i Moraw. W 1993 roku został greckokatolickim wikariuszem biskupim w Republice Czeskiej.
W 1996 roku został mianowany przez papieża Jana Pawła II biskupem tytularnym Acalissus i apostolskim egzarchą greckokatolickim w Republice Czeskiej. 30 marca 1996 roku został w Rzymie rekonsekrowany sub conditione w obrządku bizantyjskim.
23 kwietnia 2003 roku przeszedł na emeryturę.